# チャールズ・ボイル (第2代ブレッシントン子爵)
第2代ブレッシントン子爵チャールズ・ボイル（英語: Charles Boyle, 2nd Viscount Blesington、生年不詳 - 1732年6月2日）は、アイルランド貴族。

## 生涯
初代ブレッシントン子爵マーロウ・ボイルと2人目の妻アン・クート（Anne Coote、1658年頃 – 1725年4月6日、第2代マウントラース伯爵チャールズ・クートの娘）の息子として生まれた。
1711年から1718年までブレッシントン選挙区の代表としてアイルランド庶民院議員を務め、1718年4月26日に父が死去するとブレッシントン子爵の爵位を継承した。
1732年6月2日にパリで死去、1733年5月17日に埋葬された。後継者がおらず、爵位は断絶した。

## 家族
1人目の妻はローズ・クート（Rose Coote、チャールズ・クートの娘）だった。1709年7月11日にマーサ・マシューズ（Martha Matthews、1683年頃 – 1767年6月15日、サミュエル・マシューズの娘）と再婚した。マーサとの間でマーロウという息子をもうけたが、マーロウはわずか5か月で夭折、1710年12月20日に埋葬された。